# Oton

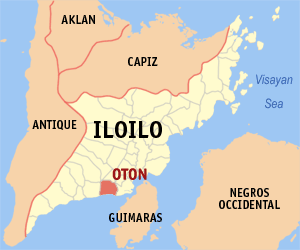
Otons läge i provinsen Iloilo.

Oton är en ort på Filippinerna. Den ligger i provinsen Iloilo i regionen Västra Visayas och har 65 374 invånare (folkräkning 1 maj 2000).
Oton räknas officiellt inte som stad utan är en kommun. Kommunen är indelad i 37 smådistrikt, barangayer, varav samtliga är klassificerade som tätortsdistrikt.